# Kärleken är
Kärleken är är en svenskspråkig kärleksballad. Den är skriven av Ingela "Pling" Forsman, Bobby Ljunggren och Håkan Almqvist. Sången sjöngs av den svenska country- och popsångerskan Jill Johnson i den svenska Melodifestivalen 1998, där den vann och sedan deltog för Sverige vid Eurovision Song Contest 1998 i Birmingham i England, där den kom på tionde plats med 53 poäng. Den är det hittills sista svenska bidrag som framförts på svenska i finalen till 2025. Den var också den trettonde och sista gången där Anders Berglund dirigerade orkestern för Sveriges bidrag, eftersom orkestern avskaffades året därpå. Sångtexten var inspirerad av stämningen sedan prinsessan Diana hade omkommit i en bilolycka i Frankrike den 31 augusti 1997 , vilket fick viss uppmärksamhet i brittisk media. Låten har blivit vanlig på begravningsgudstjänster.

## Singeln
Singeln "Kärleken är" utkom den 20 mars 1998 . Den låg som bäst på femte plats på den svenska singellistan. Den låg även på Jill Johnsons studioalbum När hela världen ser på, som andra spår .

### Låtlista
1. "Kärleken är" (radioversion) - 3:00
2. "Kärleken är" (instrumentalversion) - 3:00

## Radiolistor

### Svensktoppen
"Kärleken är" testades på Svensktoppen, där den gick in den 2 maj 1998 , och placerade sig i topp redan första omgången. Den 23 maj 1998 sjönk den till en tredjeplats , och den 13 juni 1998 var den utslagen från Svensktoppen . Allt som allt fick låten 1632 poäng och stannade i sex veckor.

### Tracks
Även på Tracks testades "Kärleken är". Den 11 april 1998 gick sången in på listan som nykomling. Sångens besök på Tracks varade i åtta omgångar, med sjätteplatsen den 16 maj 1998 som bästa resultat där.

## Engelska
Jill Johnson spelade in sången på sitt album När hela världen ser på från 1998, dels den svenskspråkiga versionen men även i engelskspråkig version, där den heter "Eternal Love" och släpptes som singel den 29 oktober 2002 .
Magnus Carlson gjorde Eternal Love i Så mycket bättre.

## Listplaceringar
| Lista (1998) | Topplacering |
| ------------ | ------------ |
| Sverige      | 5            |